# زکی حریری
زکی حریری (انگلیسی: Zaki Harari؛ زادهٔ ۷ فوریهٔ ۱۹۲۶) بازیکن بسکتبال اهل مصر بود.